# Adorazione dei pastori (Correggio)

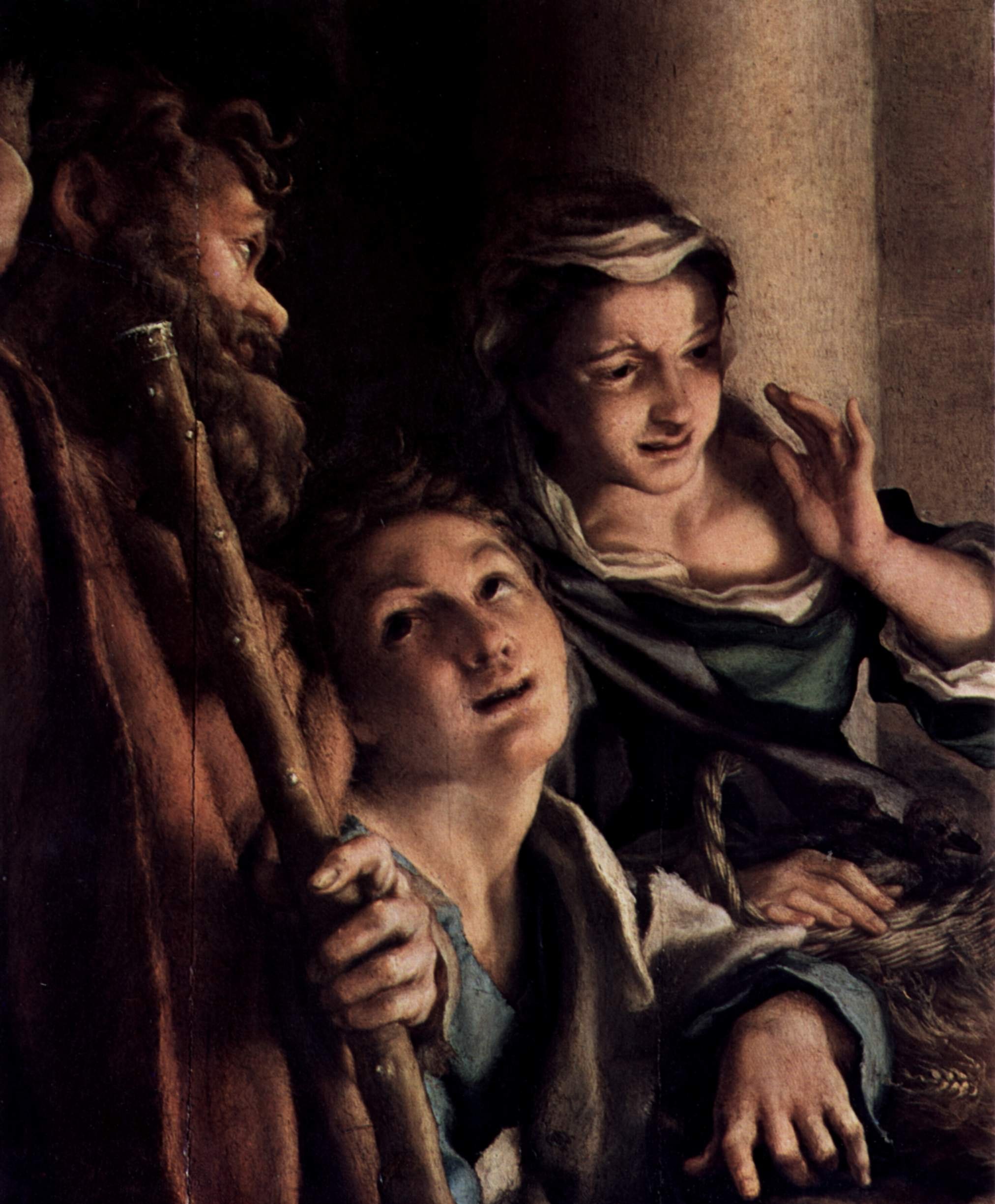
Dettaglio

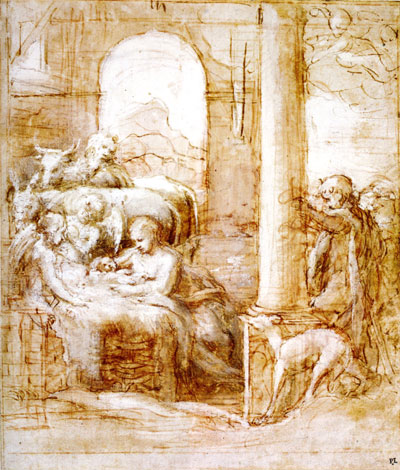
Il disegno preparatorio

L'Adorazione dei pastori (conosciuta anche come La Notte, in contrapposizione al Giorno) è un dipinto a pittura a olio su tavola (256,5x188 cm) di Correggio, databile al 1525-1530 circa e conservato nella Gemäldegalerie di Dresda. È in assoluto uno dei capolavori di tutta la produzione del Correggio e uno degli esempi più affascinanti del genere notturno nell'arte italiana del Cinquecento.

## Storia
Il dipinto venne commissionato il 24 ottobre 1522 da Alberto Pratonieri e posto sull'altare della cappella di famiglia, intitolata alla natività di Cristo, nella chiesa di San Prospero di Reggio Emilia.
Fu completato entro il 1530, anno di inaugurazione della cappella. Venne quindi eseguito nello stesso periodo della Madonna di San Girolamo, oggi presso la Galleria Nazionale di Parma: a sottolineare la parentela stilistica e compositiva tra queste due opere, il dipinto di Parma è detto il Giorno, per la sua luminosità, mentre quello ora a Dresda è chiamato la Notte, per le tinte crepuscolari.
Dipinto tra i più celebri e imitati del Correggio, rimase nella sua sede originale per oltre un secolo ed ebbe modo di essere vista ed ammirata dal Vasari, dal Lomazzo, da Isacchi, da Francesco Scannelli e da Charles de Brosses. Filippo IV di Spagna spedì invano in missione Diego Velázquez per accaparrarsi le opere di Allegri.
Nel 1640 venne acquisita da Francesco I d'Este e venne collocata nelle raccolte ducali di Modena.
La fortuna della Notte fu veramente straordinaria, pari solo a quella del Giorno. Moltissimi pittori italiani e stranieri (come El Greco, Rubens) si recarono a Reggio per ammirarla e, sebbene non ne circolassero incisioni fino alla seconda metà del Seicento, la sua reputazione eccezionale contribuì a creare la fama del Correggio come pittore di immagini notturne. Nonostante i numerosi tentativi di acquistarla, avanzati da importanti collezionisti – celebri sono le richieste del re di Spagna tramite il suo pittore di corte Diego Velázquez intorno alla metà del Seicento – la “famosissima” Notte di Reggio rimase in Italia fino alla metà del Settecento. Fu infatti uno dei cento capolavori venduti nel 1745 da Francesco III d'Este all'elettore di Sassonia Federico Augusto III: da allora è conservato presso la Gemäldegalerie di Dresda.
Uno studio preparatorio è al Fitzwilliam Museum di Cambridge, molto differente dal lavoro finito.

## Descrizione e stile
Questa Adorazione dei pastori di ambientazione notturna è resa estremamente suggestiva dagli effetti della luce, che irradia dal divin Bambino, centro della composizione, e si riverbera sugli altri protagonisti e sulle nubi, dove il turbine degli angeli ricorda gli affreschi della cupola della cattedrale di Parma. Scrisse Vasari: «È in Reggio medesimamente una tavola, drentovi una Natività di Cristo, ove partendosi da quello uno splendore, fa lume a' pastori e intorno alle figure che lo contemplano; e fra molte considerazioni avute in questo suggetto, vi è una femina che volendo fisamente guardare verso Cristo, e per non potere gli occhi mortali sofferire la luce della Sua divinità, che con i raggi par che percuota quella figura, si mette la mano dinanzi agl'occhi, tanto bene espressa che è una maraviglia. Èvvi un coro di Angeli sopra la capanna che cantano, che son tanto ben fatti che par che siano più tosto piovuti dal cielo che fatti dalla mano d'un pittore».
La luce divina del piccolo Cristo diviene pretesto per descrivere le reazioni nelle figure degli astanti e per sottolineare che solo alla Vergine era dato non soffrire quella luce così intensa. Il soggetto della Natività, un soggetto di per sé statico che non prevedeva nessun particolare movimento delle figure, viene così ad animarsi: intorno al lume miracoloso si crea una storia, un racconto in fieri.
Il disegno, il chiaroscuro, la coloritura del grande Antonio qui toccano apici senza paragoni. In questo dipinto - il più "anticlassico" come disse il Gould - si raccolgono tutte le caratteristiche della "naturalità": che è inconfondibilmente del Correggio, che è senza tempo, e che darà linfa alla pittura per i secoli. Molti particolari "di meraviglia" sono indicabili: la scaturigine della luce, che da Gesù si rameggia nel lungo cuscino di spighe di grano, qual fiammeggiante richiamo eucaristico; i capelli di Maria, così intrisi dal lumeggiare; la motilità complessiva del pastore anziano che sta togliendosi il copricapo e si regge sul mirabile bastone, mentre piega le gambe; il gioco complessivo delle mani nei due gruppi, di terra e di cielo;  le storditive torsioni degli angeli, governate dal pittore in modo magistrale; le erbe, che - a mo' di corallo, in presagio della passione - pendono dalle travi del soffitto sul nato Bambino; la gran lavorazione semioscura della mangiatoia; e infine quella sorta di attualizzazione del giorno eveniente, accennata sul profilo delle ben note colline di Val d'Enza, mentre l'aurora remota preannuncia il suo schiudersi.